# Naceur Bey
Pour les articles homonymes, voir Bey.
Naceur Bey, nom francisé de Mohamed el-Naceur Bey (arabe : محمد الناصر باشا باي), né le 14 juillet 1855 à La Marsa et mort le 8 juillet 1922 au palais Dar al-Taj de La Marsa, est bey de Tunis de la dynastie des Husseinites de 1906 à sa mort.

## Biographie

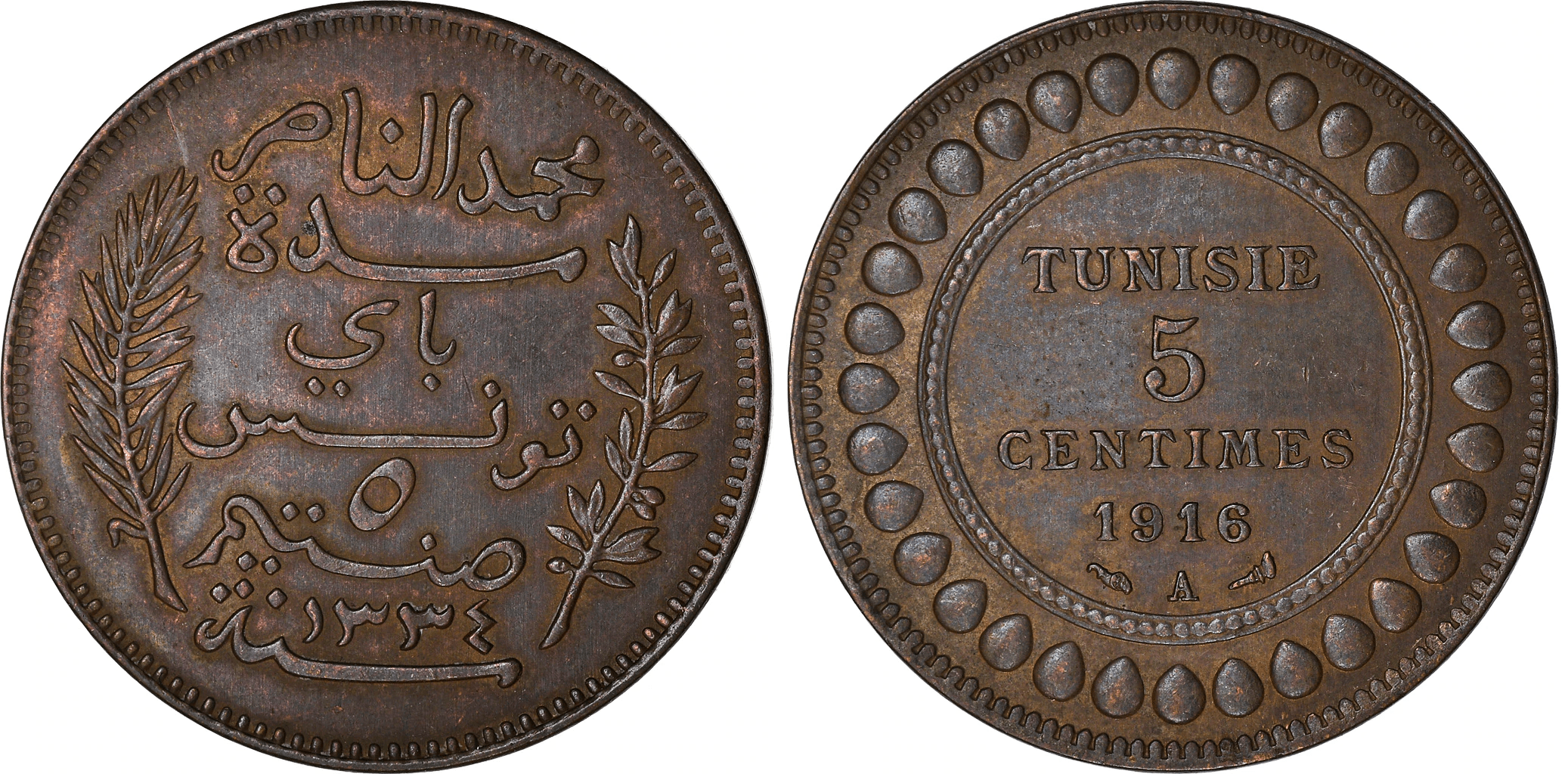
Pièce de 5 centimes (1916) portant le nom de Naceur Bey.

Investi comme prince héritier le 11 juin 1902, il succède à son cousin, Hédi Bey, le 11 mai 1906. Nommé général de division de l'armée beylicale le 11 juin 1902, il est promu au grade de maréchal le 11 mai 1906.
En avril 1922, Naceur Bey, insatisfait du traitement que la France inflige aux dirigeants du mouvement nationaliste naissant du Destour, menace d'abdiquer dans le cas où la France ne satisferait pas leurs demandes d'émancipation. Alors, les autorités du protectorat français s'arrangent pour lui faire renoncer à poursuivre ce projet. À son tour, Lucien Saint, résident général de France en Tunisie, menace Naceur Bey et encercle son palais par le biais de ses troupes. C'est alors que Naceur se résigne non sans avoir essayé d'abdiquer le 5 avril. Il commence alors une politique conforme aux « suggestions » du résident général. Humilié, il meurt le 8 juillet.
Il est enterré au mausolée du Tourbet El Bey situé dans la médina de Tunis.

## Famille
Fils de Mohammed Bey, il a pour fils aîné Moncef Bey et pour cousin Habib Bey. Il a eu trois épouses dont la dernière, Lalla Kmar, était sa préférée. C'était une odalisque qui avait déjà épousé deux autres beys avant lui. Il fait construire pour elle le palais Ksar Sâada, l'actuelle mairie de La Marsa.

## Décorations
- Ordre du Ouissam alaouite (1917)[6]